# Attentatet i Levallois-Perret 2017
Attentatet i Levallois-Perret 2017 skedde den 9 augusti 2017 kl 08:03 på morgonen då 37-årige Hamou Benlatrèche från Algeriet i en personbil körde in i en grupp på tolv soldater ur franska arméns 35:e infanteriregimente som deltog i Opération Sentinelle. Sex av soldaterna skadades varav två svårt. Fyra av de sårade soldaterna kördes till ett militärsjukhus i Saint-Mandé och de svåraste sårade soldaterna fördes till ett militärt utbildningssjukhus i Clamart.
Enheter ur den franska polisstyrkan BRI (Brigade de recherche et d'intervention) stationerade i Rouen och Lille stoppade kl 13:10 senare samma dag gärningsmannens fordon på motorvägen A16 vid Leulinghen-Bernes. Gärningsmannen försökte då forcera vägspärren varvid poliserna öppnade eld och gärningsmannen sårades av fem skott. En av poliserna träffades av en kollegas vapen.